# Seokguram
Seokguram o Sokkuram es una gruta budista artificial construida en el siglo VIII en las laderas del monte T'oham, en las proximidades de Gyeongju, Corea del Sur. La gruta incluye un salón de entrada rectangular y una sala interior redonda con un techo convexo ligado por un pasaje rectangular.
La caverna de Seokguram contiene una monumental estatua de Buda que mira hacia el mar en la posición de bhumisparsha mudra (El bhūmi sparśa mudrā  o ‘gesto de tocar la Tierra’, siendo bhūmi: ‘el planeta Tierra’; y sparsha: ‘tocar’; representa al Buda -o Buddha- tomando la Tierra como testigo. Representa el momento cuando Buddha resolvió el problema de acabar con el sufrimiento cuando se encontraba bajo el árbol en Bodh-Gaya). Con los retratos a su alrededor de los dioses, bodhisattvas y discípulos, todos ellos realista y delicadamente esculpidos en altorrelieves y bajorrelieves, componen una obra maestra del arte budista en el Extremo Oriente.
Sokkuram, en unión al Templo de Bulguksa fue declarado Patrimonio de la Humanidad por la Unesco en el año 1995.

## Arquitectura

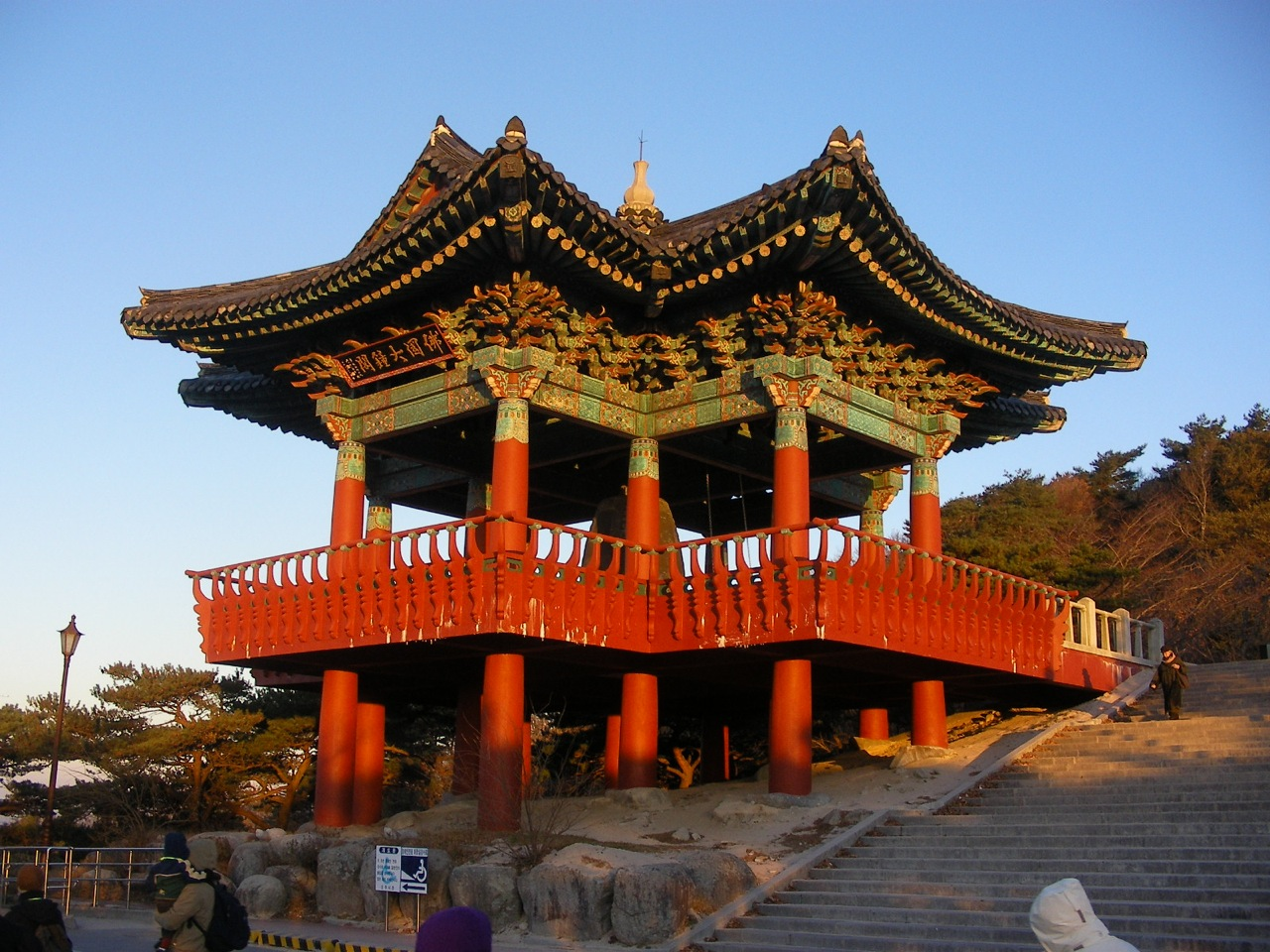
Pabellón de campana cerca de Seokguram.

En India se comenzó la tradición de tallar la imagen de Buda en piedra, imágenes sagradas y stupas en las paredes del acantilado y cuevas naturales. Esta práctica se transfirió a China y luego a Corea. La geología de la península coreana, que contiene una abundancia de granito duro, no es propicio para tallar imágenes de piedra en paredes de acantilado. Seokguram es una gruta artificial hecha de granito y es única en diseño. El pequeño tamaño de la gruta indica que probablemente fue utilizado exclusivamente por la realeza Silla.
La gruta es un símbolo de un viaje espiritual hacia el Nirvana. Los peregrinos debían comenzar en Bulguksa o al pie del monte. Tohamsan, una montaña santa a la Silla. Había una fuente en la entrada del santuario donde los peregrinos podían refrescarse. Dentro de la gruta, la antecámara y el pasillo representaban la tierra mientras que la rotonda representaba el cielo. 
La disposición básica de la gruta incluye una entrada arqueada que conduce a una antecámara rectangular y luego a un estrecho pasillo, que está revestido con bajorrelieves, y finalmente conduce a la rotonda principal. La pieza central del santuario de granito es una estatua de Buda sentada en la cámara principal. La identidad del Buda todavía se debate. El Buda está sentado en un trono de loto con las piernas cruzadas. El Buda tiene una expresión serena de meditación. El Buda está rodeado por quince paneles de bodhisattvas, arhats y antiguos dioses indios en la rotonda y está acompañado por diez estatuas en nichos a lo largo de la pared de la rotonda. La sala principal de Seokguram alberga una estatua Bojon Bodhisattva y sus discípulos. Cuarenta diferentes figuras que representan principios y enseñanzas budistas están en la gruta. La gruta fue construida alrededor de estas estatuas con el fin de protegerlos de la intemperie. El techo de la gruta Seokguram está decorado con medias lunas, la parte superior está decorada con una flor de loto. Los arquitectos de Silla utilizaron la simetría y emplearon aparentemente el concepto del rectángulo de oro.
La gruta está formada por cientos de diferentes piedras de granito. No se utilizó mortero y la estructura se mantuvo unida por remaches de piedra. La construcción de la gruta también utilizó ventilación natural. La cúpula de la rotonda tiene entre 6,84 metros y 6,58 metros de diámetro.

### Escultura dentro de la gruta
El Buda principal es una pieza muy apreciada del arte budista. Tiene 3,5 metros de altura y se asienta sobre un pedestal de loto de 1,34 metros de altura. El Buda es realista en forma y probablemente representa el Buda Seokgamoni, el Buda histórico en el momento de la iluminación. La posición de las manos del Buda simboliza el testimonio de la iluminación. El Buda tiene un usnisa, un símbolo de la sabiduría del Buda. La cortina del Buda, como los pliegues en forma de abanico en las patas cruzadas del Buda, ejemplifica las interpretaciones coreanas de los prototipos indios. A diferencia de otros Budas que tienen un halo unido a la parte posterior de la cabeza, el Buda en Seokguram crea la ilusión de un halo colocando una ronda de granito tallada con pétalos de loto en la pared posterior de la rotonda. El pedestal está hecho de tres partes; La parte superior y la parte inferior están talladas con pétalos de loto, mientras que el eje central consta de ocho pilares.

## Galería

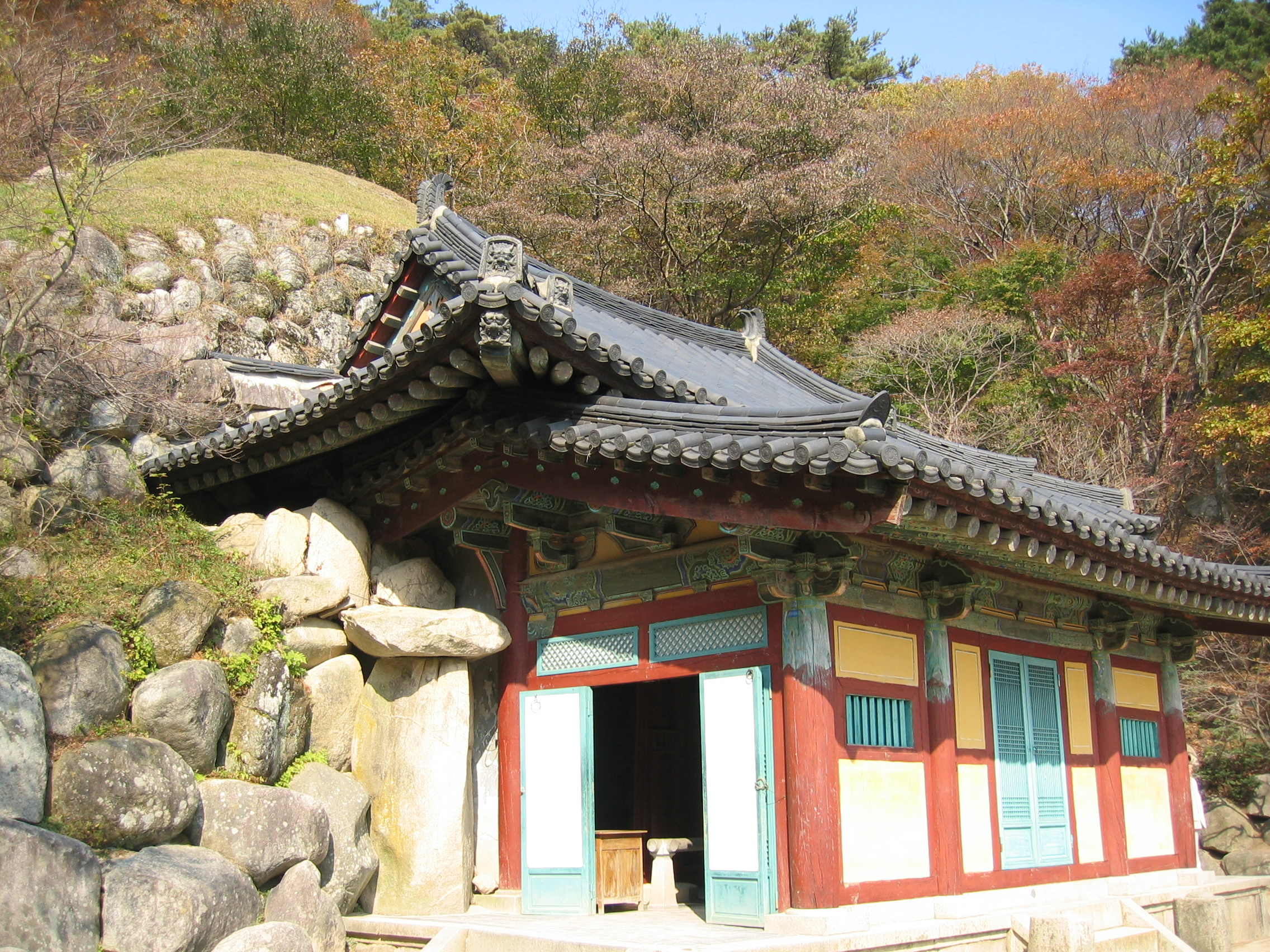
Entrada a la gruta.
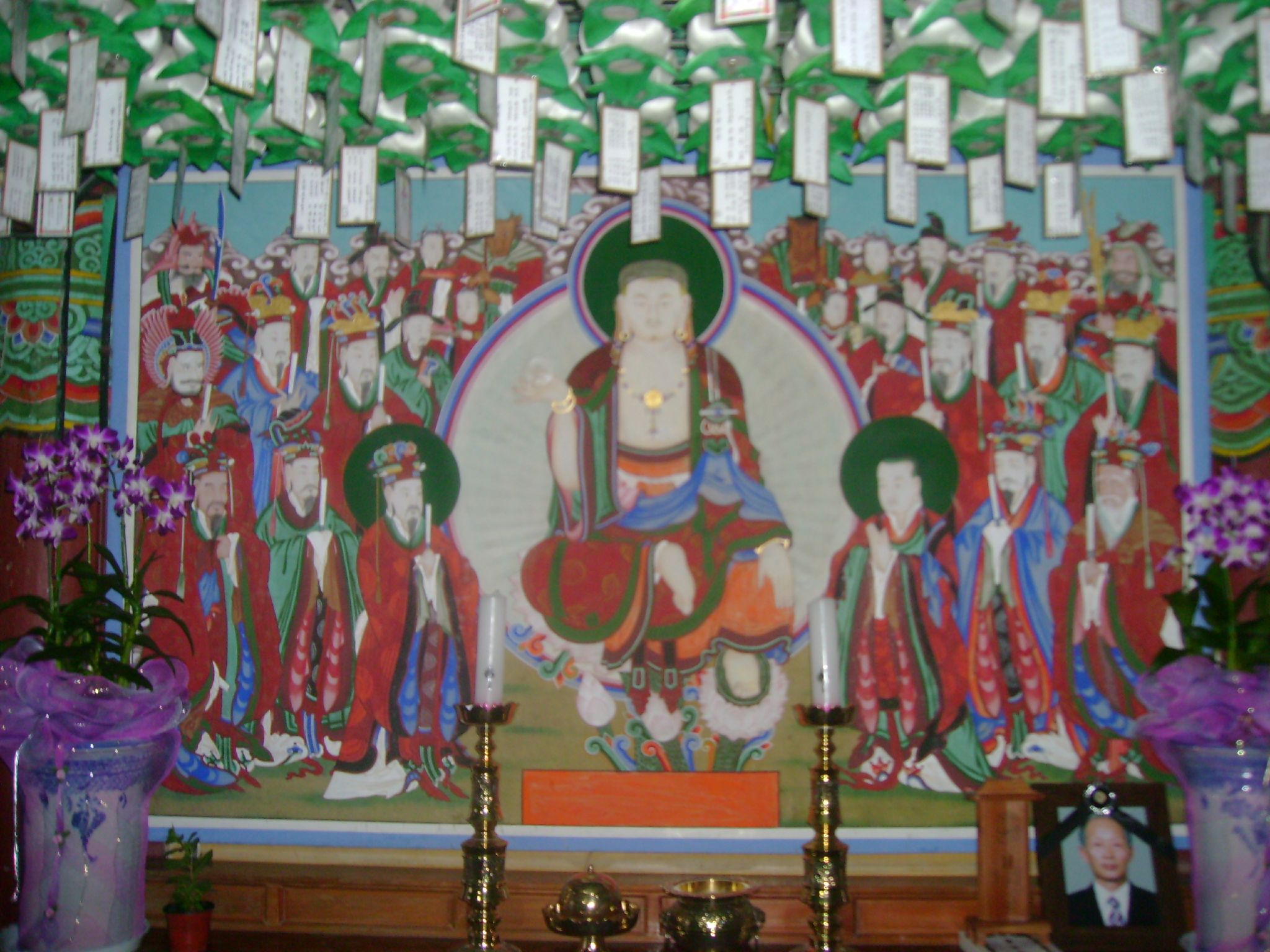
Budas en la gruta.
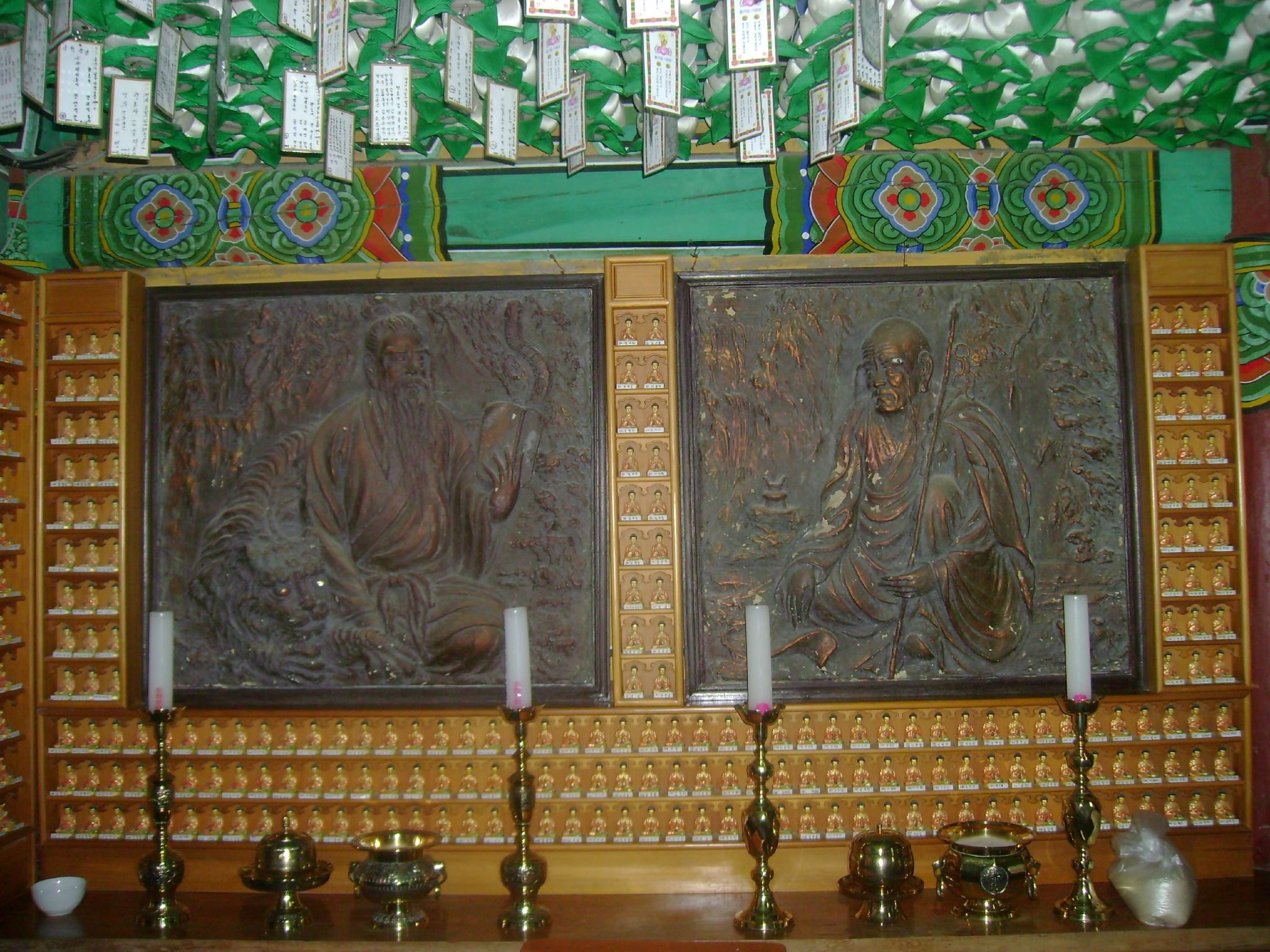
Altorrelieve de budas en bronce.

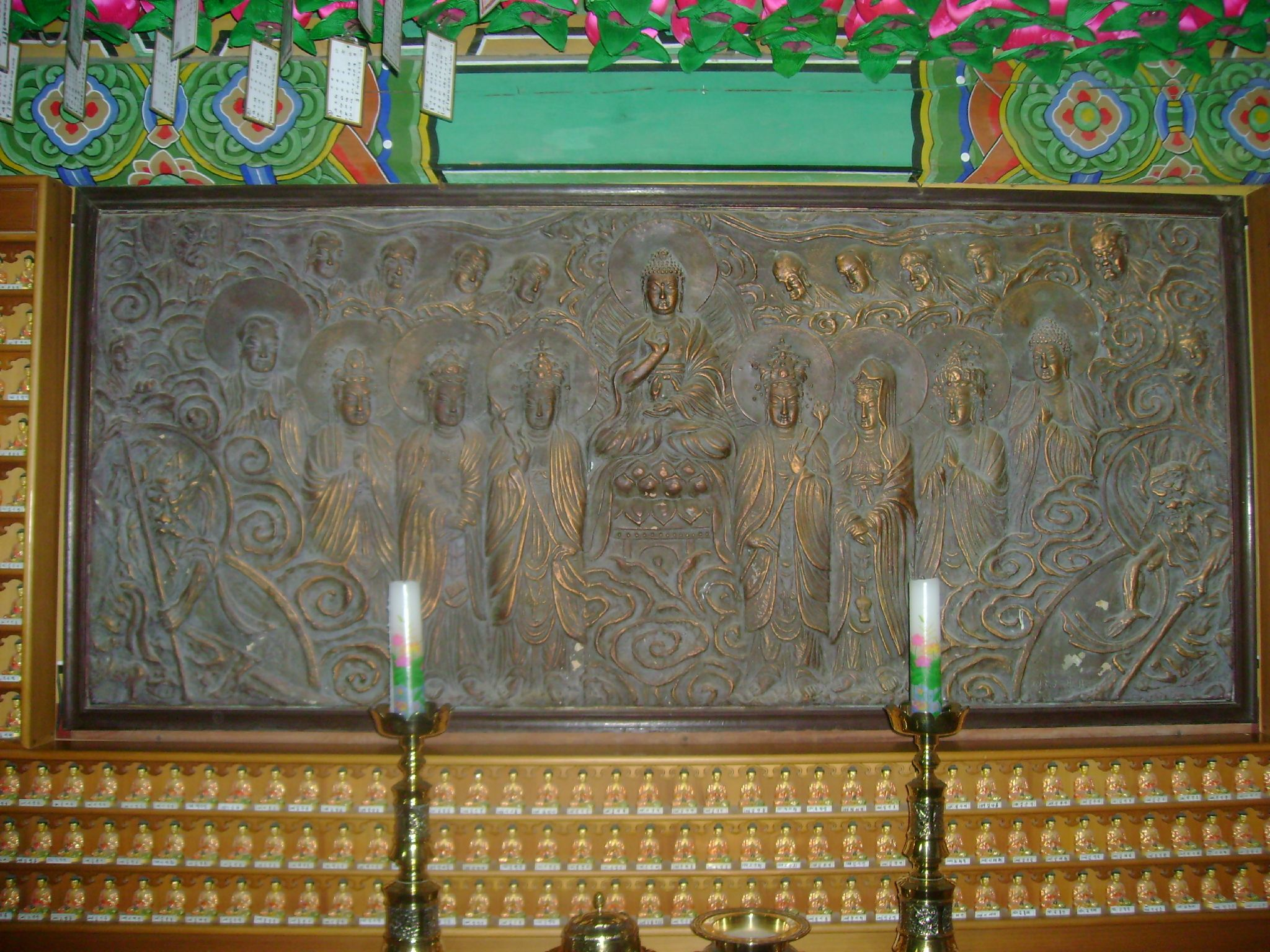
Altorrelieve de budas en bronce.
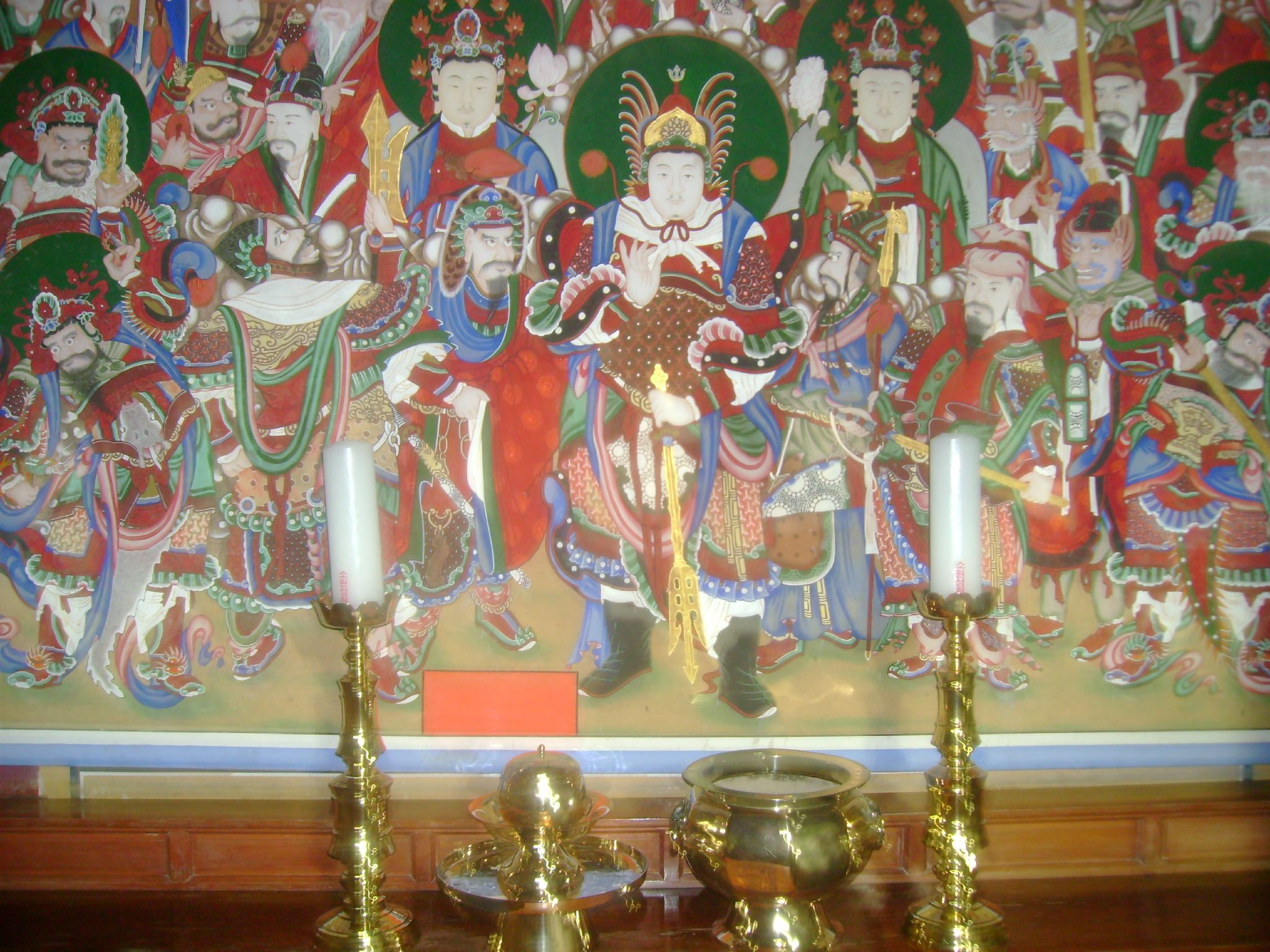
Pintura en la gruta.